# ジョヴァンニ・コボッリ・ジッリ
ジョヴァンニ・コボッリ・ジッリ（Giovanni Coboli Gigli、1945年1月4日 - ）は、イタリア・アルベーゼ・コン・カッサーノ出身の実業家。サッカー・セリエAのクラブ・ユヴェントス会長（2006年 - 2009年）。

## 経歴
1980年代より出版・広告関連企業に務め、重役を歴任。1994年11月、Rinascente GroupのGM・ディレクターに就任し、2005年6月まで勤める。2003年にFederdistribuzioneの会長、Confcommercio会長代理（2005年末まで）。
現在は海外貿易関連事業に携わっている。この他、Alpitour（イタリアの大手旅行代理店）、オーシャン（フランスの大手スーパーチェーン）などの重役メンバーでもあり、イタリア有数の実業家である。

## ユヴェントス会長
2006年、イタリアサッカー最大級の不祥事カルチョ・スキャンダルが発覚し、ユヴェントスが不正のペナルティとしてセリエB降格処分を受ける。ユヴェントスは主力が流出し、補強もままならない中で、オーナーのアニェッリ家と親密なコボッリ・ジッリがユヴェントス新会長に就任。コボッリ・ジッリは不正に関与していたルチアーノ・モッジ（元GM）、アントニオ・ジラウド（元CEO）らとの決別を宣言し、ユヴェントス再建に尽力している。アレッシオ・セッコSD、ジャン＝クロード・ブランGMの下、2006-07シーズンよりクラブの再昇格、既存戦力とユース選手を合わせたチーム作りを進め、1年でセリエA復帰を達成。2007-08シーズンは3位、2008-09シーズンは2位と着実に再生が進められている。2009年10月、ユヴェントスとの契約満了で退任し、ブランが会長兼任となった。